# Kenya Moore
Kenya Summer Moore, née le 24 janvier 1971  à Détroit, est une mannequin, actrice et productrice américaine. Elle a joué dans la série Bienvenue chez Mamilia diffusée sur Netflix.

## Biographie
Elle est née à Detroit, dans le Michigan. Elle est la fille de deux adolescents, Patricia Moore et Ronald Grant. Elle a été élevée par sa grand-mère paternelle Doris Grant, (1931–2017) et sa tante après avoir été abandonnée par sa mère à l'âge de trois ans.
Kenya Moore est diplômée de la Cass Technical High School en 1989 à l'Université de Wayne State, où elle se spécialise en psychologie.

## Carrière
Moore commence sa carrière de mannequin à l'âge de 14 ans. En janvier 1992, elle paraît en couverture de l'édition de Chicago du magazine Ebony.
En novembre 1992, elle devient Miss Michigan USA, puis Miss USA en 1993 et participe à l'élection de Miss Univers 1993.
Kenya Moore fait de courtes apparitions dans plusieurs émissions de télévision. Elle est également sur les couvertures de revues comme Glamour, Seventeen, Ebony et Essence. On la voit aussi dans les vidéoclips de Money Ain't a Thang de Jermaine Dupri, I Don't Wanna Be Alone de Shai (1996), Street Dreams de Nas et Temptations de Tupac Shakur. 
En outre, Kenya Moore a joué dans plusieurs films dont : Waiting to Exhale (1995), Senseless (1998), Deliver Us From Eva (2003), Brothers in Arms (2005), I Know Who Killed Me (2007) et Trapped: Haitian Nights (2010).
En 2012, Kenya Moore rejoint l'équipe artistique de la saison 5 de l'émission de téléréalité,The Real Housewives of Atlanta.
En 2013, elle sort un DVD intitulé Kenya Moore: Booty Boot Camp.
En 2015, Kenya Moore participe à The Celebrity Apprentice 7.
Kenya Moore travaille aussi comme productrice ou réalisatrice pour le film Trapped: Haitian Nights. Après la défection du réalisateur, Moore reprend en main la production et termine le film. Lorsque le film a du mal à trouver une équipe artistique, elle crée sa propre société de production et de distribution indépendante, « Moore Vision Media » en 2008. Cette société produit le thriller érotique The Confidant.
En 2021, elle participe à la saison 30 de Dancing with the Stars.

## Vie privée
Kenya Moore épouse Marc Daly, un restaurateur new-yorkais, en juin 2017. De leur union naît une petite fille, Brooklyn Doris Daly, en novembre 2018. 
Kenya Moore annonce son divorce en août 2021.

## Filmographie

### Cinéma
- 1995 : Waiting to Exhale : Denise[14]
- 1998 : Senseless : Lorraine[15]
- 2000 : Trois (Drei) : Jasmine Davis[16]
- 2001 : No Turning Back : Lia
- 2003 : Deliver Us From Eva : Renee Johnson[17]
- 2003 : Hot Parts : Passion
- 2004 : Nas: Video Anthology Vol. 1 : elle-même
- 2005 : Resurrection: The J.R. Richard Story : Leticia
- 2005 : Brothers in Arms : Mara
- 2006 : Cloud 9 : Champagne
- 2007 : I Know Who Killed Me : Jazmin[18]
- 2010 : Trapped: Haitian Nights : Nadine
- 2010 : The Confidant : Eden Patterson[19]
- 2013 : Dolls of Voodoo : Nadine
- 2016 : Sharknado: The 4th Awakens : Monique

### Télévision
- 1994 : Le Prince de Bel-Air : Dana
- 1996 : Martin : Lena Bozack
- 1996 : Homeboys in Outer Space : Nefertiti
- 1997 : Sparks : Ms. Collins
- 1997 : Le Petit Malin : Vivian Kennedy
- 1997 : Living Single : Lisa DeLongPre
- 1997 : Nubian Goddess : elle-même
- 1998 : Damon : Julia Burton
- 1998 : Steve Harvey Show : Miss Gerard
- 1999 : The Jamie Foxx Show : Heidi
- 1999 : The Parent 'Hood : Celeste
- 1999 : In The House : Valerie Bridgeforth
- 2001 : Men, Women, & Dogs : Carmen
- 2004 : Girlfriends : Kara
- 2012-2025 : The Real Housewives of Atlanta : elle-même (rôle principal saisons 5 à 10, 12 à 15, invitée saisons 11 et 16)
- 2013 : Walk This Way
- 2015 : The Celebrity Apprentice 7 : elle-même
- 2015 : The Millionaire Matchmaker : elle-même